# Priscilla Barnes
Priscilla Barnes (Fort Dix, 7 december 1954) is een Amerikaanse actrice die vooral bekend is van haar rol als Terri Alden in de ABC-sitcom Three's Company van 1981 tot 1984.

## Biografie
Priscilla Barnes werd geboren op 7 december 1954 in Fort Dix, als derde van vier kinderen van een vader die majoor was bij de Amerikaanse luchtmacht en een moeder die huisvrouw was. In haar jeugd woonde ze op verschillende militaire bases in Amerika, voordat het gezin zich vestigde in Lancaster (Californië). Nadat ze afgestudeerd was aan de Antelope Valley High School verhuisde Barnes naar San Diego (Californië), waar ze werkte als serveerster en danseres.

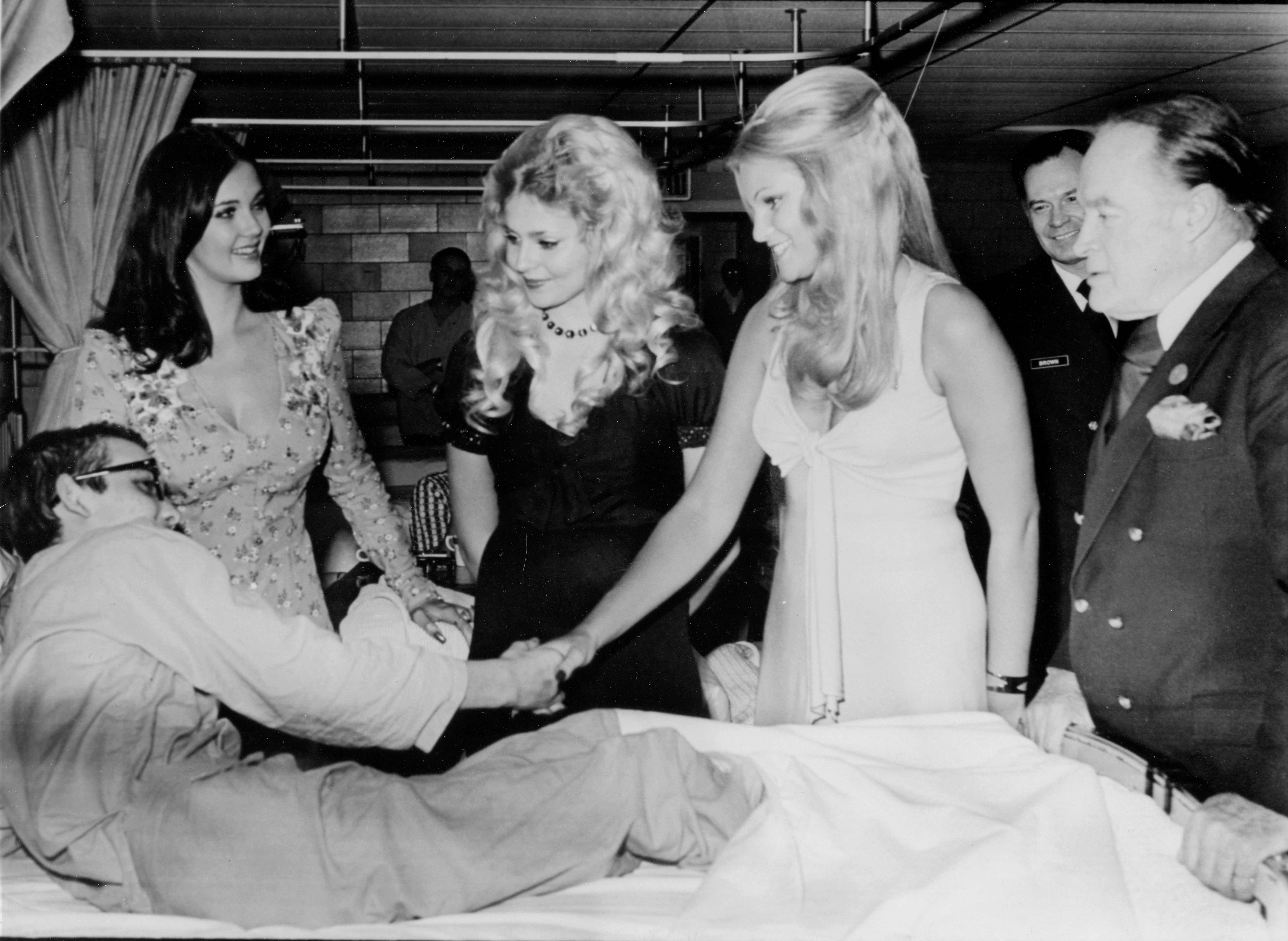
v.l.n.r. Miss World USA Lynda Carter, Miss San Diego Priscilla Barnes, Miss Maryland Betty Jo Grove samen met Bob Hope op bezoek in het National Naval Medical Center (1972)

Ze nam deel aan diverse missverkiezingen en werd Miss Hollywood, Miss San Bernardino en eredame voor Miss Californië. In 1973 nodigde Bob Hope haar uit om zich bij zijn gezelschap aan te sluiten voor een optreden in het Walter Reed Army Medical Center. Ze verhuisde vervolgens naar Los Angeles om  carrière te maken in de showbusiness. In 1976 startte Barnes een acteeropleiding bij Sal Dano, die ook coach was van Tom Selleck, Robert Hays en Catherine Bach.
In 1976 poseerde ze naakt voor Penthouse Magazine onder het pseudoniem Joann Witty. Penthouse wilde in 1982 de foto's opnieuw publiceren onder haar echte naam nadat ze bekend geworden was met Three's Company. De daaropvolgende juridische strijd werd uiteindelijk beslecht in het voordeel van Barnes.
Barnes is in 2003 getrouwd met acteur Ted Monte, het paar woont sinds 2012 in Glendale (Californië).

## Carrière
Barnes was voor het eerst te zien als amazone in The New Original Wonder Woman. Op 19-jarige leeftijd had ze een rol met één regel tekst in een aflevering van Columbo. Dit leidde tot een reeks kleine rollen in films zoals The Seniors (1978) en Delta Fox (1979).
In 1978 speelde ze een hoofdrol in de CBS-actieserie The American Girls, die na zeven weken werd geannuleerd. Daarna speelde ze gastrollen in televisieseries zoals Starsky and Hutch, Vega$, Kojak, The Rockford Files en The Love Boat.

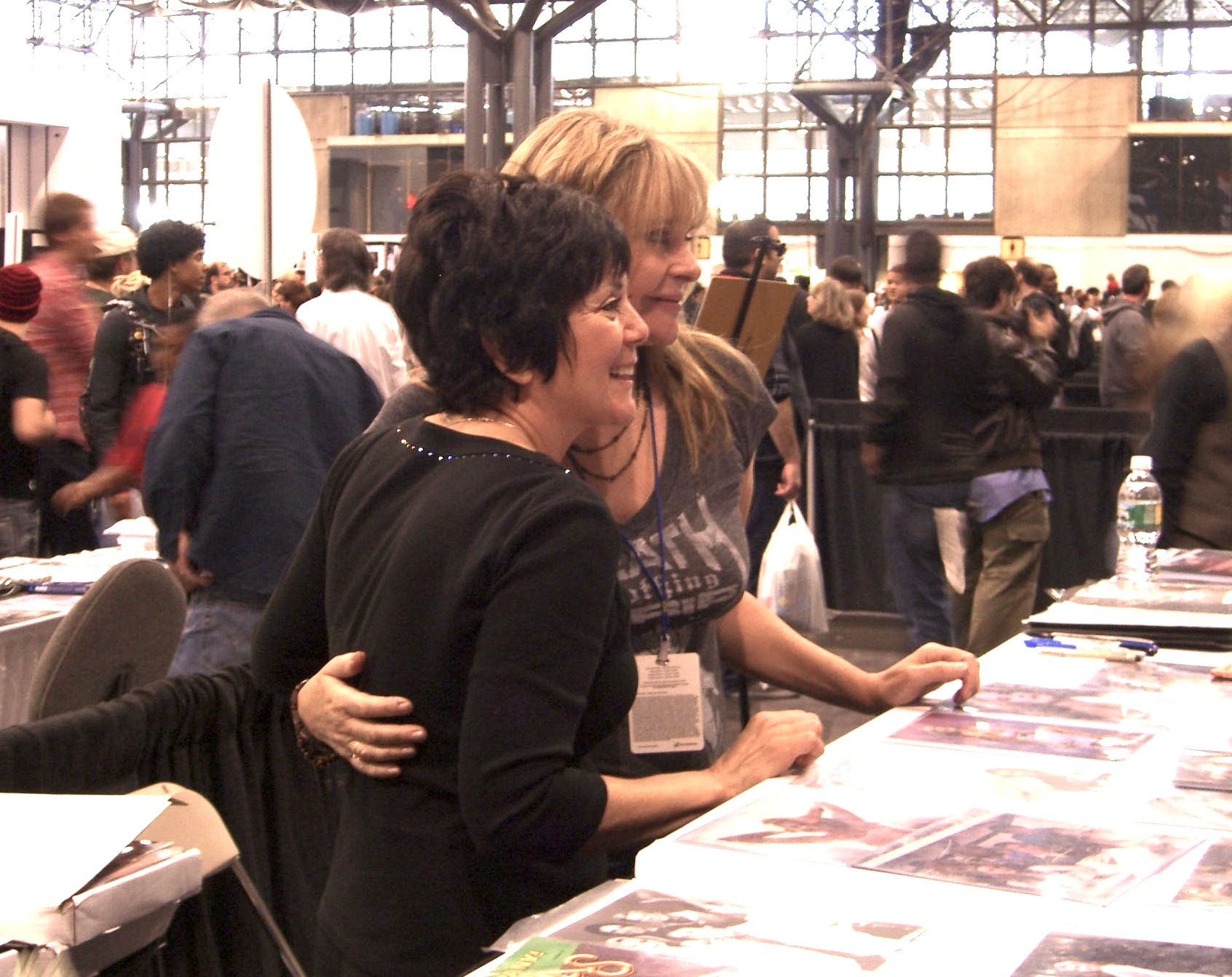
Priscilla Barnes en Joyce DeWitt in 2010

In 1981 kende Barnes haar grote doorbraak als Terri Alden in de populaire sitcom Three's Company nadat Jenilee Harrison de tijdelijke vervangster was geweest van Suzanne Somers, die de serie had verlaten als gevolg van een contractueel geschil met de producenten. Ze verscheen in totaal in 70 afleveringen tot de serie in 1984 stopgezet werd. Later noemde Barnes haar tijd bij Three's Company de "drie slechtste jaren van haar leven". Na het opnemen van de eerste paar afleveringen voelde ze zich ongemakkelijk op de set vanwege de spanningen tussen de castleden en probeerde ze tevergeefs onder haar contract uit te komen. Na het einde van de serie bleef ze bevriend met medespelers Joyce DeWitt en Richard Kline. In de televisiefilm Behind the Camera: The Unauthorized Story of Three's Company uit 2003 werd Barnes gespeeld door actrice Anne Ross.
Na het einde van Three's Company speelde Barnes gastrollen in televisieshows zoals Hotel, Murder, She Wrote en Highway to Heaven. In 1987 speelde ze de titelrol in de pilootaflevering van de sitcom She's the Sheriff, ironisch genoeg ging de rol uiteindelijk naar Suzanne Somers.
In 1989 was ze te zien in de James Bond-film Licence to Kill. Sinds de jaren 90 is ze vooral te zien in indies, televisiefilms en eenmalige gastoptredens in televisieseries.